# 원주 반계리 은행나무
원주 반계리 은행나무(原州 磻溪里 銀杏나무)는 대한민국 강원특별자치도 원주시 문막읍 반계리에 있는 은행나무로, 1964년 1월 31일 대한민국의 천연기념물 제167호로 지정되었다.

## 개요
이 나무는 높이가 26.2m(아파트 9층 높이), 가슴높이의 줄기 둘레가 14.47m, 남북으로 31m 정도로 넓게 펴져 있다. 정확한 나이는 2024년 연구 결과에 따르면 1317살이 넘을 것으로 추정된다.
이 나무는 예전에 이 마을에 많이 살았던 성주 이씨 가문의 한 사람이 심었다고도 하며, 또 아주 오랜 옛날에 어떤 대사가 이 곳을 지나가다, 목이 말라 물을 마신 후 가지고 있던 지팡이를 꽂아 놓고 간 것이 자란 것이라고도 한다.
마을 사람들은 이 나무 속에 커다란 흰 뱀이 살고 있어서, 아무도 손을 대지 못하는 신성한 나무로 여겼다.
가을에 이 나무에 단풍이 일시에 들면, 다음 해에 풍년이 든다는 전설도 있다.
반계리 은행나무는 오랜 세월동안 조상들의 관심과 보살핌 가운데 살아온 오래되고 큰 나무로서 생물학적 가치가 높은데다, 신목으로서 역할을 하고 전설을 가지고 있는 등 민속문화를 알 수 있는 자료로서의 가치가 있을 뿐만 아니라, 지금까지 무성하게 잘 자라고 있으며, 줄기하고 가지가 균형 있게 퍼져 있어 보호되고 있는 은행나무 가운데 가장 아름답고 멋진 나무로 꼽히며, 양평 용문사, 금산 요광리, 장수동, 정이품송만큼 유명하다.

## 갤러리
- 반계리 은행나무의 수관
- 겨울 반계리 은행나무

## 현재 천연기념물로 지정되어 있는 은행나무
| 호수 | 품목                 | 지정(등록)일 | 소재지                                                         | 소유자(소유단체)                | 관리자(관리단체) |
| ---- | -------------------- | ------------ | -------------------------------------------------------------- | ------------------------------- | ---------------- |
| 30   | 양평 용문사 은행나무 | 1962.12.07   | 경기 양평군 용문면 신점리 626-1번지                            | 대한불교조계종 용문사           | 양평군           |
| 59   | 서울 문묘 은행나무   | 1962.12.07   | 서울특별시 종로구 성균관로 31 (명륜3가, 유림회관)              | 문화재청                        | 서울특별시       |
| 64   | 울주 구량리 은행나무 | 1962.12.07   | 울산 울주군 두서면 구량리 860번지                              | 울주군 외                       | 울주군           |
| 76   | 영월 하송리 은행나무 | 1962.12.07   | 강원 영월군 영월읍 하송리 190-4번지                            | 영월군                          | 영월군           |
| 84   | 금산 요광리 은행나무 | 1962.12.07   | 충남 금산군 추부면 요광리 329-8번지                            | 건설부 외                       | 금산군           |
| 165  | 괴산 읍내리 은행나무 | 1964.01.31   | 충북 괴산군 청안면 청안읍내로3길 8, (청안초등학교 내) (읍내리) | 충청북도교육감                  | 괴산군           |
| 166  | 강릉 장덕리 은행나무 | 1964.01.31   | 강원 강릉시 주문진읍 장덕리 643번지                            | 강릉시 외                       | 강릉시           |
| 167  | 원주 반계리 은행나무 | 1964.01.31   | 강원 원주시 문막읍 반계리 1495-1번지                           | 원주시                          | 원주시           |
| 175  | 안동 용계리 은행나무 | 1966.01.13   | 경북 안동시 길안면 용계리 744외 8필                            | 국토교통부                      | 안동시           |
| 223  | 영동 영국사 은행나무 | 1970.04.27   | 충북 영동군 양산면 누교리 1395-14번지                          | 국토교통부 외                   | 영동군           |
| 225  | 구미 농소리 은행나무 | 1970.06.03   | 경북 구미시 옥성면 이곡1길 10 (농소리)                         | 건설부 외                       | 구미시           |
| 300  | 금릉 조룡리 은행나무 | 1982.11.09   | 경북 김천시 대덕면 조룡리 51외 2필                             | 김녕김씨충의공파김천금릉종중 외 | 김천시           |
| 301  | 청도 대전리 은행나무 | 1982.11.09   | 경북 청도군 이서면 대전리 638외 2필                            | 농림수산부 외                   | 청도군           |
| 302  | 의령 세간리 은행나무 | 1982.11.09   | 경남 의령군 유곡면 세간리 808외 3필                            | 의령군 외                       | 의령군           |
| 303  | 화순 야사리 은행나무 | 1982.11.09   | 전남 화순군 이서면 야사리 182-1번지 4필                        | 건설부 외                       | 화순군           |
| 304  | 강화 볼음도 은행나무 | 1982.11.09   | 인천 강화군 서도면 볼음도리 산186번지 외 1필                   | 강화군                          | 강화군           |
| 320  | 부여 주암리 은행나무 | 1982.11.09   | 충남 부여군 내산면 주암리 148-1번지 4필                        | 부여군 외                       | 부여군           |
| 365  | 금산 보석사 은행나무 | 1990.08.02   | 충남 금산군 남이면 석동리 709번지                              | 대한불교조계종 보석사           | 금산군           |
| 385  | 강진 성동리 은행나무 | 1997.12.30   | 전남 강진군 병영면 성동리 70번지                               | 건설교통부 외                   | 강진군           |
| 402  | 청도 적천사 은행나무 | 1998.12.23   | 경북 청도군 청도읍 월곡안길 28-293 (원리)                      | 적천사 외                       | 청도군           |
| 406  | 함양 운곡리 은행나무 | 1999.04.06   | 경남 함양군 서하면 운곡리 779번지                              | 함양군 외                       | 함양군           |
| 482  | 담양 봉안리 은행나무 | 2007.08.09   | 전남 담양군 무정면 봉안리 술지마을 1043-3번지                  | 건설부 외                       | 담양군           |
| 551  | 당진 면천 은행나무   | 2016.09.06   | 충청남도 당진시 동문1길 3 (면천면)                             | 충청남도교육청 외               | 당진시           |
| 562  | 인천 장수동 은행나무 | 2021.02.08   | 인천 남동구 장수동 63-6번지                                    | 충청남도교육청 외               | 남동구청         |

## 참고 자료
- 원주 반계리 은행나무 - 국가유산청 국가유산포털